# Герман, Иван Андреевич
Ива́н Андре́евич Ге́рман (27 марта 1875, Киев — 23 октября 1933, Сочи) — русский и советский архитектор, автор многочисленных построек в Москве.

## Биография
Родился 27 марта 1875 года в Киеве. В 1901 году окончил Московское училище живописи, ваяния и зодчества, а в 1906 году — Высшее художественное училище при Императорской Академии художеств со званием художника-архитектора.
Работал в Москве помощником архитектора А. Э. Эрихсона, затем занимался собственной частной практикой. Жил в построенном им доме на Поварской улице, 28.
После Октябрьской революции жил по адресу: Ходынское поле, посёлок «Свет и воздух», кв. 1. Сотрудничал с кооперативным товариществом «Техбетон», по заказу которого выполнил ряд построек. Скончался 23 октября 1933 года в Сочи. Похоронен в Москве на Ваганьковском кладбище.

## Работы
- Торговый дом Р. Б. Левинсона, совместно с А. Эрихсоном (1902, Москва, Большая Дмитровка, 32), объект культурного наследия[5];
- Жилой дом (1926, Москва, Хлебный переулок, 14);
- Доходный дом (1906, Москва, Гагаринский переулок, 9);
- Дом Медико-филантропического общества с приютом и залом для общественных собраний (1908, Москва, Чистопрудный бульвар, 1а), ценный градоформирующий объект. Реконструировано в 1940-е годы[5];
- Гинекологическое отделение, родильный приют, корпус для хронических больных (совместно с А. И. Роопом), корпус для нервных больных Старо-Екатерининской больницы (1909, Москва, улица Щепкина, 61/2 — Орловский переулок, 2/61, стр. 5, 6, 9, 10), выявленный объект культурного наследия[5];
- Доходный дом (1909, Москва, Сивцев Вражек, 21);
- Доходный дом (1910, Москва, Арбат, 40);
- Жилой дом (1911, Москва, Большая Ордынка, 36 стр. 1а), выявленный объект культурного наследия[5];
- Доходное владение Ю. Т. Крестовниковой (1913, Москва, Покровский бульвар, 14/6 — Большой Трёхсвятительский переулок 6/14), ценный градоформирующий объект[5];
- Типография А. И. Мамонтова (1913, Москва, Филипповский переулок, 13), реконструировано в 1928 и 2005 годах[5];
- Доходный дом (1913, Москва, Мансуровский переулок, 8, левое строение);
- Перестройка городской усадьбы А. Ф. Елировой — Доходного владения А. А. Колли — В. К. Тубенталя (1913, Москва, Милютинский переулок, 10 стр.1), ценный градоформирующий объект[5];
- Доходный дом (1913, Москва, Поварская улица, 28 стр.1);
- Доходный дом Л. Н. Нейдгард (1914, Москва, Садовая-Каретная улица, 8);
- Доходный дом (1914, Москва, улица Бурденко, 16);
- Доходный дом Московского купеческого общества, совместно с В. В. Шервудом и А. Е. Сергеевым (1911—1915, Москва, Солянка, 1/2 — улица Забелина 2/1), выявленный объект культурного наследия[5];
- Зерносушилка при 1-й Госмельнице (по заказу Техбетона)[4];
- Перестройка доходного дома С. И. Карзинкина, построенного в 1883 году В. В. Барковым (1932, Москва, Девяткин переулок, 4 стр. 1), ценный градоформирующий объект[5].